# Cezary Zamana
Cezary Zamana, nacido el 14 de noviembre de 1967 en Ełk, es un ciclista polaco ya retirado.

## Biografía
Cezary Zamana debutó como profesional en 1990 con el equipo Ochsner. Campeón de Polonia en ruta en 1999, terminó ese mismo año segundo del Tour de Polonia antes de ser descalificado y suspendido seis meses por dopaje.
En 2003 ganó el Tour de Polonia.

## Palmarés
| 1992 - 1 etapa de la West-Virginia Classic - Cascade Cycling Classic 1993 - 2 etapas del Tour de Polonia - 1 etapa de la Dauphiné Libéré 1996 - 1 etapa del Bałtyk-Karkonosze Tour - 1 etapa del Tour de Normandía 1997 - 1 etapa del Tour de Normandía 1998 - Commonwealth Bank Classic - 3º en el Campeonato de Polonia en Ruta 1999 - Campeonato de Polonia en Ruta - 2 etapas de la Vuelta a Argentina - Memoriał Henryka Łasaka | 2002 - Memoriał Henryka Łasaka - 1 etapa del Tour de Polonia 2003 - Memoriał Henryka Łasaka - Tour de Malopolska, más 2 etapas - 1 etapa de la Vuelta a Eslovaquia - Tour de Polonia, más 1 etapa 2005 - Majowy Wyścig Klasyczny - Lublin - Tour de Malopolska - Tour de Hesse |

## Resultados en las grandes vueltas

### Tour de Francia
- 1994 : 100º